# Goshen (Connecticut)
Pour les articles homonymes, voir Goshen.
Goshen est une ville située dans le comté de Litchfield, dans l'État du Connecticut (États-Unis). Selon le recensement de 2010, Goshen avait une population totale de 2 976 habitants.

## Géographie
Selon le Bureau du recensement des États-Unis, la superficie de la ville est de 45,19 milles carrés (117,04 km2), dont 43,63 milles carrés (113 km2) de terres et 1,56 milles carrés (4,04 km2) de plans d'eau (soit 3,45 %).

## Histoire
Goshen devient une municipalité en 1739. D'abord appelée New Bantam, la ville est renommée par la législature du Connecticut en référence à la région biblique de Goshen.

## Démographie
D'après le recensement de 2000, il y avait 2 697 habitants, 1 066 ménages, et 814 familles dans la ville. La densité de population était de 23,9 hab/km2. Il y avait 1 482 maisons avec une densité de 13,1 maisons/km2. La décomposition ethnique de la population était : 98,26 % blancs ; 0,48 % noirs ; 0,15 % amérindiens ; 0,74 % asiatiques ; 0,00 % natifs des îles du Pacifique ; 0,00 % des autres races ; 0,37 % de deux ou plus races. 1,22 % de la population était hispanique ou Latino de n'importe quelle race.
Il y avait 1 066 ménages, dont 29,4 % avaient des enfants de moins de 18 ans, 67,5 % étaient des couples mariés, 5,4 % avaient une femme qui était parent isolé, et 23,6 % étaient des ménages non-familiaux. 20,2 % des ménages étaient constitués de personnes seules et 6,9 % de personnes seules de 65 ans ou plus. Le ménage moyen comportait 2,53 personnes et la famille moyenne avait 2,91 personnes.
Dans la ville la pyramide des âges était 22,7 % en dessous de 18 ans, 5,3 % de 18 à 24, 25,1 % de 25 à 44, 31,7 % de 45 à 64, et 15,2 % qui avaient 65 ans ou plus. L'âge médian était 43 ans. Pour 100 femmes, il y avait 97,4 hommes. Pour 100 femmes de 18 ans ou plus, il y avait 98,5 hommes.
Le revenu médian par ménage de la ville était 64 432 dollars US, et le revenu médian par famille était 72 452 $. Les hommes avaient un revenu médian de 48 125 $ contre 30 464 $ pour les femmes. Le revenu par habitant de la ville était 33 925 $. 3,3 % des habitants et 2,9 % des familles vivaient sous le seuil de pauvreté. 4,1 % des personnes de moins de 18 ans et 3,9 % des personnes de plus de 65 ans vivaient sous le seuil de pauvreté.
| 1820  | 1850  | 1860  | 1870  | 1880  | 1890 |
| ----- | ----- | ----- | ----- | ----- | ---- |
| 1 585 | 1 457 | 1 381 | 1 223 | 1 093 | 972  |

| 1900 | 1910 | 1920 | 1930 | 1940 | 1950 |
| ---- | ---- | ---- | ---- | ---- | ---- |
| 835  | 675  | 675  | 683  | 778  | 940  |

| 1960  | 1970  | 1980  | 1990  | 2000  | 2010  |
| ----- | ----- | ----- | ----- | ----- | ----- |
| 1 288 | 1 351 | 1 706 | 2 329 | 2 697 | 2 976 |